# Мездренска хълмиста област
Мездренската хълмиста област се намира в Северозападна България, Западния Предбалкан, област Враца.
Мездренската хълмиста област обхваща част от средното поречие на река Искър, като се простира на североизток от Врачанска планина, южно от рида Веслец и северно от планинския рид Гола глава. На запад чрез нисък праг се свързва с Врачанското поле, на югозапад преминава към Искърския пролом, а на изток постепенно се стеснява към Карлуковския пролом на река Искър.
Областта има хълмист релеф, като надморската ѝ височина в съседство с река Искър е от 150-250 м и до 300-350 м в подножията на оградните планини и планински ридове. Дължината ѝ от запад на изток е 24-25 км, а ширината – 10-12 км.
Изградена е от горнокредни окарстени варовици и палеогенски пясъчници и глини на Мездренската синклинала. Отводнява се от река Искър и нейните леви (Каменица, Крапешка бара, Върбешка бара) и десни (Брусника, Лишка река, Реката) притоци. Климатът е умереноконтинентален със средногодишни валежи 650-750 мм. Почвите са ливадни, сиви горски и рендзини. Тук-таме са запазени благуново-горунови гори. Големи площи са заети от обработваеми земи. Благоприятното съчетание на климат и почви са предпоставка за развитие на овощарството и лозарството.
В югозападната част на областта е разположен град Мездра, а в останалата част селата: северно от река Искър — Боденец, Брусен, Върбешница, Горна Кремена, Долна Кремена, Крапец, Крета, Моравица, Руска Бела, Старо село и Царевец; южно от река Искър — Дърманци, Ослен Криводол и Синьо бърдо.
През Мездренската хълмиста област преминават 2 пътя от Държавната пътна мрежа:
- От северозапад на югоизток, на протежение от 10,8 км, от Враца до Мездра — участък от първокласен път № 1 Видин — София – ГКПП "Кулата;
- От юг на север, на протежение от 13,9 км, от Мездра до село Кален — участък от третокласен път № 103 Мездра — Роман — Брестница.

По долината на река Искър от Мездра до гара Струпец преминава участък от трасето на жп линията София — Горна Оряховица — Варна, а в западната част, от Мездра до Враца преминава и участък от трасето на жп линията Мездра — Враца — Видин.

## Топографска карта
- Лист от карта K-34-36. Мащаб: 1 : 100 000.